# Ferhat Görgülü
Ferhat Görgülü (Veendam, 28 oktober 1991) is een Nederlandse-Turks voetballer die als verdediger speelt. Hij speelt op dit moment in de Belgische derde afdeling, voor KFC Zwarte Leeuw en draagt er rugnummer 3. Hij heeft in Rijkevorsel nog een contract tot 30 juni 2026.

## Clubcarrière

### VV en SC Veendam
Görgülü begon in 2003 met voetballen bij amateurclub VV Veendam 1894, uit zijn geboorteplaats Veendam. In 2006 maakte hij de overstap naar de jeugdopleiding van betaaldvoetbalclub SC Veendam, waar hij tot in 2008 in de A-kern werd opgenomen. Hij maakte op 4 maart 2011 zijn officiële debuut in de thuiswedstrijd tegen Fortuna Sittard. Görgülü mocht voor de laatste 9 minuten van de wedstrijd invallen. De wedstrijd werd met 4-1 gewonnen door SC Veendam. Uiteindelijk kwam Görgülü tot 13 wedstrijden in geel-zwarte loondienst, verdeeld over het seizoen 2010/11 (1 wedstrijd) en het seizoen 2011/12 (12 wedstrijden). Door een samenwerkingsverband tussen SC Veendam en FC Groningen speelde Görgülü ook enkele wedstrijden voor Jong FC Groningen.

### FC Oss
In 2012 verliet Görgülü het met financiële moeilijkheden kampende SC Veendam en trok naar FC Oss (het huidige TOP Oss). Hij was er basisspeler en kwam tot 28 wedstrijden, waarin hij 4 keer scoorde, 4 keer geel pakte en 1 keer rood. 

### Turkije
In juni 2013 verliet Görgülü Nederland voor een transfer naar Gençlerbirligi, een club uit de Turkse eerste klasse, de Süper Lig. In het seizoen 2013/14 maakte hij er na drie bekerwedstrijden op 15 december 2013 zijn officiële competitiedebuut tegen Galatasaray. Görgülü startte in de basis en maakte de 90 minuten vol. Hij werd in die wedstrijd ook verkozen tot Man of the Match. In het seizoen 2013/14 kwam hij uiteindelijk tot negen competitiewedstrijden. In vier seizoenen bij Gençlerbirligi kwam Görgülü uiteindelijk tot 32 competitiewedstrijden, waarin hij één keer tot scoren kwam.
In 2017 verliet Görgülü Ankara om een tweejarig contract te tekenen bij Karabükspor. Daar kwam Görgülü in één seizoen tot 6 optredens, waarna hij de club verliet om voor Giresunspor te gaan spelen, in de Turkse tweede klasse. Daar kwam hij tot 11 wedstrijden.

### FC Emmen
Na zes seizoenen in Turkije keerde Görgülü in 2019 terug naar Nederland. Hij speelde er voor twee jaar bij FC Emmen, dat op dat moment in de Eredivisie speelde, en kwam tot 5 wedstrijden. 

### Turkije
Na twee jaar Nederland speelde Görgülü opnieuw drie jaar in Turkije, dit keer in de derde klasse, achtereenvolgens voor Kirklarelispor, Arnavutköy Belediyesi FSK en Inegölspor.

### KFC Zwarte Leeuw
Bij die laatste club haalde het Belgische KFC Zwarte Leeuw hem weg in de zomer van 2024. Sindsdien speelt Görgülü in de Belgische derde afdeling, het vijfde niveau uit de competitiehiërarchie.

## Statistieken
| seizoen | club                      | land      | competitie     | wed. | goals |
| ------- | ------------------------- | --------- | -------------- | ---- | ----- |
| 2010/11 | SC Veendam                | Nederland | Jupiler League | 1    | 0     |
| 2011/12 | SC Veendam                | Nederland | Jupiler League | 12   | 0     |
| 2012/13 | FC Oss                    | Nederland | Jupiler League | 28   | 2     |
| 2013/14 | Gençlerbirliği SK         | Turkije   | Süper Lig      | 9    | 0     |
| 2014/15 | Gençlerbirliği SK         | Turkije   | Süper Lig      | 13   | 0     |
| 2015/16 | Gençlerbirliği SK         | Turkije   | Süper Lig      | 5    | 0     |
| 2016/17 | Gençlerbirliği SK         | Turkije   | Süper Lig      | 5    | 1     |
| 2017/18 | Kardemir Karabükspor      | Turkije   | Süper Lig      | 6    | 0     |
| 2018/19 | Giresunspor               | Turkije   | TFF 1. Lig     | 11   | 0     |
| 2019/20 | FC Emmen                  | Nederland | Eredivisie     | 5    | 0     |
| 2020/21 | FC Emmen                  | Nederland | Eredivisie     | 0    | 0     |
| 2021/22 | Kirklarelispor            | Turkije   | TFF 2. Lig     | 31   | 0     |
| 2022/23 | Arnavutköy Belediyesi FSK | Turkije   | TFF 2. Lig     | 35   | 4     |
| 2023/24 | Inegölspor                | Turkije   | TFF 2. Lig     | 17   | 2     |
| 2024/25 | KFC Zwarte Leeuw          | België    | Derde afdeling | 4    | 0     |
| Totaal  |                           |           |                | 182  | 9     |